# Il mago Houdini
Il mago Houdini (Houdini) è un film del 1953 diretto da George Marshall e interpretato da Tony Curtis e Janet Leigh, che ha come soggetto la vita del celebre illusionista Harry Houdini.
Si tratta però di una storia romanzata e spettacolarizzata, che ha generato molti equivoci sulla vita del mago.

## Alcune divergenze del film dalla realtà
- Quando Houdini e Bess si sono conosciuti erano entrambi illusionisti, mentre in questo film lei è una studentessa universitaria.
- Houdini l'ha corteggiata per tre settimane prima di sposarla, mentre nel film avviene tutto nell'arco di una sola giornata.
- L'illusionista Von Schwager e l'assistente Otto sono personaggi inventati, o che comunque non rientrano in alcun modo nella vita di Houdini.
- Houdini muore di peritonite, mentre nel film viene fatto morire mentre si esibisce nel numero della pagoda della tortura cinese (in realtà sul finale Houdini è ancora vivo)